# Nermin Neftçi
Hayriye Ayşe Nermin Neftçi  (* 1924 in Istanbul; † 20. August 2003 in Bodrum) war eine türkische Juristin, Politikerin (CHP) und Kulturministerin.

## Leben
Nermin Neftçi wurde 1924 als Tochter von Recep Bey und dessen Ehefrau Emine Müzeyyen Hanımn in Istanbul geboren. Sie besuchte die Grund- und Sekundarschule in Istanbul und wechselte dann an das Mädchengymnasium in Ankara. Anschließend studierte sie an der Ankara Üniversitesi Rechtswissenschaften. Nach ihrem Abschluss arbeitete sie in der Verwaltung von Eminönü, dann in der Provinzverwaltung vom Istanbul.
Nach den Parlamentswahlen in der Türkei im Jahr 1965 wurde Neftçi für Muş Abgeordnete der CHP in der türkischen Nationalversammlung. Sie war damit die erste weibliche Abgeordnete aus den östlichen Provinzen des Landes und wurde bei den Wahlen zur Nationalversammlung 1969 erneut gewählt. Nach einigen Jahren wurde sie stellvertretende Präsidentin der türkischen Nationalversammlung und war auch hier die erste Frau im Präsidium der Nationalversammlung. An den Parlamentswahlen im Jahr 1973 nahm sie nicht teil, dennoch berief sie Ministerpräsident Sadi Irmak am 17. November 1974 zur Kulturministerin. Sie blieb bis 31. März 1975 im Amt.
Während der Abstimmung über die Unterstützung eines Todesurteils gegen drei junge Männer, die aufgrund des Militärputsches in der Türkei 1971 zum Tode verurteilt worden waren, gehörte Neftçi zu einer Gruppe von 48 Abgeordneten, die sich gegen eine Verurteilung aussprachen. Die Entscheidung zur Vollstreckung des Todesurteils gegen die Mitglieder der marxistisch-leninistischen Volksbefreiungsarmee der Türkei (türkisch Türkiye Halk Kurtuluş Ordusu) wurde schließlich von 273 Abstimmenden befürwortet. Nach der Unterschrift durch Präsident Deniz Gezmiş wurden Yusuf Aslan und Hüseyin İnan am 6. Mai 1972 gehängt, was zu längeren Diskussionen im Land führte.
Nermin Neftçi schrieb in mehreren Zeitungen und Zeitschriften Essays und Kolumnen. Sie war außerdem Autorin des Buches O Yakadan Bu Yakaya über die Sprache und Traditionen der irakischen Turkmenen in Kirkuk, wo sie von 1950 bis 1958 gelebt hatte.
Neftçi starb im Alter von 79 Jahren an den Folgen eines Herzinfarktes am 20. August 2003 in Bodrum. Sie war mit Nizamettin Neftçi verheiratet und die Mutter der Ökonomen Salih Neftçi (1947–2009) und Sinan Neftçi.